# كارول هاريسون
كارول هاريسون (بالإنجليزية: Carol Harrison)‏ هي ممثلة بريطانية، ولدت في 8 فبراير 1955 في لندن في المملكة المتحدة.

## وصلات خارجية
- كارول هاريسون على موقع IMDb (الإنجليزية)
- كارول هاريسون على موقع قاعدة بيانات الفيلم (الإنجليزية)